# Eros Danilo Araújo
Eros Danilo Araújo (Marilândia do Sul, 6 de novembro de 1956) é um médico e político brasileiro, filiado ao Movimento Democrático Brasileiro (MDB). Foi prefeito de Telêmaco Borba de 2004 a 2012.

## Vida pessoal e profissional
Filho de Durvalino Brás Araújo e de Terezinha de Jesus Araújo, Eros é formado em medicina pela Universidade Federal do Paraná (UFPR). Recém formado foi para o Mato Grosso, onde iniciou, com mais dois companheiros, a profissão de médico no município de Aripuanã.[carece de fontes?] Anos mais tarde retornou ao Paraná, onde instalou residência no município de Telêmaco Borba.

## Carreira política
Rotariano, atuante ativo no Rotary Club há algum tempo, demonstrou no movimento os primeiros passos em relação ao interesse público e projetos sociais. 
Em 2000 candidatou-se a vereador pelo Partido Republicano Progressista (PRP) não obtendo êxito. Em 2004 já filiado ao PMDB venceu as eleições para o cargo de prefeito de Telêmaco Borba, tendo como vice Pedro Slonikarz do PT.
Em 2008, foi reeleito, com mandato de 2009 a 2012, tendo como vice Edemilson Siqueira Pukanski do PSDB. De 2008 a 2010, foi presidente da Associação dos Municípios dos Campos Gerais (AMCG), tendo exercido a vice-presidência por duas vezes consecutivas, depois de ter sido tesoureiro do Consórcio de Saúde da entidade e suplente do Conselho Deliberativo.
Em 2010 recebeu o diploma e medalha de Destaque Luso-Brasileiro, para o qual foi convidado oficialmente pelo 8º Seminário Binacional de Gestão Pública Municipal, nos dias 12 a 21 de novembro, em Évora, Região de Alentejo, Portugal.